# Ferrocarril de Kírov

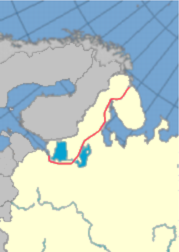
Ferrocarril entre Múrmansk a l'oceà Àrtic i Sant Petersburg a la mar Bàltica

Ferrocarril de Kírov (rus: Кировская железная дорога, Kirovskaya zheleznaya doroga) és una xarxa ferroviària russa de 1.520 mm d'amplada que uneix la costa de Murman i la ciutat de Múrmansk (al nord) i Sant Petersburg (al sud). El ferrocarril està operat pel tren de viatgers Arktika.
La distància total entre Sant Petersburg i Murmansk és de 1448 km, el tram entre Petrozavodsk i Kola que té una longitud de 1.054 km. Té 52 estacions. La línia té una importància militar vital perquè Múrmansk és un port lliure de gel al mar Àrtic.
La part nord entre Petrozavodsk i Kola es va construir entre 1915 i 1917, a causa de la manca de treballadors assignats a un nombre creixent de presoners de guerra alemanys i austríacs.
Originalment anomenada ferrocarril Murman, la línia es va canviar el nom de ferrocarril Kírov el 1935 en honor de Serguei Kírov, un destacat líder bolxevic de la revolució russa, que havia estat assassinat l'any anterior.
El ferrocarril es va electrificar el 2005.